# Sabri Fejzullahu
Sabri Fejzullahu, född 16 september 1947 i Podujeva, Kosovo, är en albansk skådespelare och sångare.
Fejzullahus son, Ermal Fejzullahu, är även han en känd sångare.